# Dvora Omer
Dvora Omer (9 de octubre de 1932 - 2 de mayo de 2013) fue una maestra y escritora israelí.

## Biografía
Omer nació en 1932 en el kibutz Ma'oz Haim durante el Mandato británico de Palestina. Sus padres se divorciaron cuando ella era una niña, y cuando tenía 11 años, su madre murió en un accidente de entrenamiento, en el Haganah, una organización paramilitar preestatal. Su padre, Moshe Mosenzon, fue editor de un periódico que sirvió en la Brigada Judía. En su ausencia, Omer fue planteada por el kibutz.
Omer comenzó a escribir mientras ella era maestra, y continuó con muchos libros que reflejan el estado de desarrollo y la cultura de Israel. La mayoría de sus libros son para adultos jóvenes, y han sido traducidos a muchos idiomas. Falleció el 2 de mayo de 2013, a los 80 años, en el moshav Kfar Ma'as.